# مايك محمد
مايك محمد (بالإنجليزية: Mike Mohamed)‏ هو لاعب كرة قدم أمريكية أمريكي، ولد في 11 مارس 1988 في براولي في الولايات المتحدة.

## وصلات خارجية
- مايك محمد على موقع مرجع كرة القدم المحترفة.كوم (الإنجليزية)